# Europaparlamentsvalet i Tjeckien 2009
Europaparlamentsvalet i Tjeckien 2009 ägde rum fredagen den 5 juni 2009 och lördagen den 6 juni 2009. Runt 8,4 miljoner personer var röstberättigade i valet om de 22 mandat som Tjeckien hade tilldelats innan valet. I valet tillämpade landet ett valsystem med partilistor och d’Hondts metod, med en femprocentsspärr för småpartier. Tjeckien var inte uppdelat i några valkretsar, utan fungerade som en enda valkrets i valet.
Valets stora vinnare var Tjeckiens socialdemokratiska parti, som lyckades mer än fördubbla sin väljarandel. Det ledde till att partiet fick ytterligare fem mandat mer än i valet 2004. Uppgången skedde till stor del på bekostnad av Böhmens och Mährens kommunistiska parti, som i valet 2004 hade gjort ett bra val och blivit näst största parti. I valet 2009 blev det kommunistiska partiet istället det tredje största partiet och miste två av sina sex mandat.
Medborgardemokraterna behöll positionen som största parti och ökade med någon procentenhet, vilket dock inte räckte till för att knipa ytterligare ett mandat. Förutom kommunisterna, tillhörde Nezávislí demokraté valets förlorare. Partiet uppnådde endast en bråkdel av sitt valresultat från 2004, och lyckades inte behålla något mandat. Inte heller SNK Evropští demokraté erhöll något mandat i valet, medan Kristna och demokratiska unionen tappade något men lyckades ändå behålla sina två mandat.
Valdeltagandet landade på 28,22 procent, vilket var en mycket svag minskning i förhållande till valet 2004. Jämfört med Europaparlamentsvalet 2009 i dess helhet var valdeltagandet i Tjeckien mycket lågt. Även jämfört med valen till Tjeckiens parlament var valdeltagandet lågt. I parlamentsvalet 2010 uppgick exempelvis valdeltagandet till drygt 60 procent.

## Valresultat
|                                                                                               |          |  |           |        |
|                                                                                               | Andel    |  | Antal     | Mandat |
| Medborgardemokraterna                                                                         | 31,45 %  |  | 741 946   | 9      |
| Medborgardemokraterna                                                                         | +1,40 %  |  | +41 004   | ±0     |
| Tjeckiens socialdemokratiska parti                                                            | 22,39 %  |  | 528 132   | 7      |
| Tjeckiens socialdemokratiska parti                                                            | +13,61 % |  | +323 229  | +5     |
| Böhmens och Mährens kommunistiska parti                                                       | 14,18 %  |  | 334 577   | 4      |
| Böhmens och Mährens kommunistiska parti                                                       | –6,09 %  |  | –138 285  | –2     |
| Kristna och demokratiska unionen                                                              | 7,65 %   |  | 180 451   | 2      |
| Kristna och demokratiska unionen                                                              | –1,93 %  |  | –42 932   | ±0     |
| SNK Evropští demokraté                                                                        | 1,66 %   |  | 39 166    | 0      |
| SNK Evropští demokraté                                                                        | –9,37 %  |  | –218 112  | –3     |
| Nezávislí demokraté                                                                           | 0,54 %   |  | 12 824    | 0      |
| Nezávislí demokraté                                                                           | –7,65 %  |  | –178 201  | –2     |
| Övriga partier och kandidater                                                                 | 22,12 %  |  | 521 838   | 0      |
| Övriga partier och kandidater                                                                 | +10,01 % |  | +239 369  | ±0     |
| Ogiltiga och blanka röster                                                                    | 0,51 %   |  | 12 075    | 0      |
| Ogiltiga och blanka röster                                                                    | –0,05 %  |  | –1 073    | ±0     |
| Valdeltagande                                                                                 | 28,22 %  |  | 2 371 009 | 22     |
| Valdeltagande                                                                                 | –0,10 %  |  | +24 999   | –2     |
| Antal röstberättigade 8 401 374 02 EPP 07 S&D 00 ALDE 00 G/EFA 09 ECR 04 GUE/NGL 00 EFD 00 NI |          |  |           |        |